# Domahovo
Domahovo is een plaats in de gemeente Veliko Trgovišće in de Kroatische provincie Krapina-Zagorje. De plaats telt 446 inwoners (2001).